# بيداقجي
بيداقجي هي بلدة في مقاطعة كسبي في ولاية قشقداريا في أوزبكستان.